# Vlkoš (Olomouc)
Vlkoš (in tedesco Wilkosch) è un comune della Repubblica Ceca facente parte del distretto di Přerov, nella regione di Olomouc.